# Tatiana Lemachko
Tatjana Lematschko (Moscou, 1948 – Zurique, 17 de maio de 2020) foi um jogadora de xadrez da Bulgária, naturalizada suíça, com diversas participações nas Olimpíadas de xadrez. Participou das edições de 1974 a  2010 tendo conquistado cinco medalhas no total. Na edição de 1974 conquistou a medalha de bronze individual e por equipes no primeiro tabuleiro. A partir de 1984 passou a defender a equipe da Suíça e conquistou as medalhas de bronze, ouro e prata nas edições de 1984, 1986 e 1988 respectivamente.
Morreu no dia 17 de maio de 2020 em Zurique.